# 마리 크뢰이어 (영화)
마리 크뢰이어(Marie Krøyer)는 2012년 공개된 덴마크의 영화이다. 화가인 마리 크뢰위에르(Marie Krøyer)의 생애를 주제로 하고 있다.

## 배역
- 비르기테 히오르트 쇠렌센(Birgitte Hjort Sørensen): 마리 크뢰위에르(Marie Krøyer) 역
- 쇠렌 세테르라센(Søren Sætter-Lassen): 페데르 세베린 크뢰위에르(Peder Severin Krøyer) 역
- 토미 켄테르(Tommy Kenter): 라크만(Lachmann) 역
- 레나 마리아 크리스텐센(Lena Maria Christensen): 아나 노리(Anna Norrie) 역
- 스베리르 구드나손(Sverrir Gudnason): 후고 알벤(Hugo Alfvén) 역
- 나나 불 안드레센(Nanna Buhl Andresen): 헨리 브로데르센(Henny Brodersen) 역